# 이제 찾지 않아
〈이제 찾지 않아〉(일본어: もう探さない)는 일본의 밴드 ZARD의 세 번째 싱글로서 1991년 11월 6일 발표되었다. (8cm CD: PODH-1060, POSH-1060) 곡의 작사는 사카이 이즈미, 작곡은 오다 테츠로, 편곡은 아카시 마사오가 맡았기에, 이 부분에서는 앞선 두 싱글과 전혀 차이가 없다. 이 곡은 TV 아사히의 드라마 《7인의 여변호사》의 주제곡으로 사용됐다.
B사이드 곡인 〈이렇게 사랑하는데도〉(こんなに愛しても)는 작사를 사카이 이즈미가, 작곡을 쿠리바야시 세이이치로가, 편곡은 아카시 마사오가 맡았다. 이 곡의 중간에는 Hold Me라는 단어가 등장하는데, ZARD의 세 번째 정규 음반 《HOLD ME》의 앨범명은 여기서 따온 것으로 보인다. 〈이제 찾지 않아〉는 동명의 음반에 수록되어있지만, 같이 발매된 〈이렇게 사랑하는데도〉는 그 다음 앨범인 《HOLD ME》에 수록되어있으며, 1997년 발매된 셀렉션 앨범 《ZARD BLEND ~SUN&STONE~》에서는 〈이렇게 사랑하는데도 ~Hold Me~〉라는 이름으로 재편곡된 점에서 이를 추측할 수 있다.
ZARD의 싱글 최초로 A, B사이드 곡과 더불어 각 곡의 가라오케 버전이 실려있으며, 가라오케 버전은 이후의 앨범부터 꾸준히 수록된다.
싱글은 오리콘 차트에서 주간 싱글차트에서 최고 39위에 올랐으며, 9주간 순위에 머물렀다. 한편, 곡의 저작권이 폴리도르 레코드에서 B-Gram RECORDS로 옮겨지며 1993년 9월 1일 싱글이 재발매되었다. (8cm CD: BGDH-1012)

## 수록곡
| #             | 제목                                       | 작사          | 작곡                  | 편곡          | 재생 시간 |
| ------------- | ------------------------------------------ | ------------- | --------------------- | ------------- | --------- |
| 1.            | 〈이제 찾지 않아〉 (もう探さない)          | 사카이 이즈미 | 오다 테츠로           | 아카시 마사오 | 5:05      |
| 2.            | 〈이렇게 사랑하는데도〉 (こんなに愛しても) | 사카이 이즈미 | 쿠리바야시 세이이치로 | 아카시 마사오 | 4:41      |
| 3.            | 〈이제 찾지 않아〉 (Original Karaoke)      |               |                       |               | 5:06      |
| 4.            | 〈이렇게 사랑하는데도〉 (Original Karaoke) |               |                       |               | 4:41      |
| 총 재생 시간: | 총 재생 시간:                              | 총 재생 시간: | 총 재생 시간:         | 총 재생 시간: | 19:33     |

## 발매 일정
| 버전                             | 일정            | 레이블          | 포맷               |
| -------------------------------- | --------------- | --------------- | ------------------ |
| 〈이제 찾지 않아〉               | 1991년 11월 6일 | 폴리도르 레코드 | 8cm CD (PODH-1060) |
| 〈이제 찾지 않아〉               | 1991년 11월 6일 | 폴리도르 레코드 | 8cm CD (POSH-1060) |
| 〈이제 찾지 않아〉 (저작권 이전) | 1993년 9월 1일  | B-Gram RECORDS  | 8cm CD (BGDH-1012) |